# جون وينثروب
جون وينثروب (بالإنجليزية: John Winthrop) (و. 1588 – 1649 م) هو سياسي، وعالم عقيدة، وكاتب، توفي في بوسطن، عن عمر يناهز 61 عاماً.

## التعليم
تعلم في جامعة كامبريدج، وتعلم في كلية الثالوث، كامبريدج
.
| المناصب السياسية       | المناصب السياسية                                           | المناصب السياسية |
| ---------------------- | ---------------------------------------------------------- | ---------------- |
| سبقه توماس دادلي       | حاكم مستعمرة خليج ماساتشوستس 6 مايو 1646 - 2 مايو 1649     | تبعه جون إنديكوت |
| سبقه ريتشارد بيلينجهام | حاكم مستعمرة خليج ماساتشوستس 18 مايو 1642 - 29 مايو 1644   | تبعه جون إنديكوت |
| سبقه هنري فين الأصغر   | حاكم مستعمرة خليج ماساتشوستس 17 مايو 1637 - 13 مايو 1640   | تبعه توماس دادلي |
| سبقه جون إنديكوت       | حاكم مستعمرة خليج ماساتشوستس 20 أكتوبر 1629 - 14 مايو 1634 | تبعه توماس دادلي |

## روابط خارجية
- جون وينثروب على موقع الموسوعة البريطانية (الإنجليزية)
- جون وينثروب على موقع إن إن دي بي (الإنجليزية)